# The Testament of Sister New Devil/Episodenliste
Diese Episodenliste enthält alle Episoden der japanischen Animeserie The Testament of Sister New Devil (jap. 新妹魔王の, Shinmai Maō no Tesutamento, dt. „Testament des neue-jüngere-Schwester-Dämonenkönigs“), sortiert nach der japanischen Erstausstrahlung. Die Serie wurde erstmals von Peppermint Anime auf Deutsch veröffentlicht und anschließend von ProSieben Maxx.

## Staffel 1
Die erste Staffel wurde vom 8. Januar bis 26. März 2015 auf Tokyo MX in Japan ausgestrahlt. Auf Deutsch wurde sie vom 11. Mai bis zum 27. Juli 2016 auf ProSieben Maxx ausgestrahlt. Zusätzlich zur Staffel gibt es eine Original Video Animation, die in Japan nur im Handel veröffentlicht wurde, während sie auf Deutsch von Peppermint Anime veröffentlicht und auf ProSieben Maxx im Anschluss zur Staffel am 3. August 2016 ausgestrahlt wurde.
| Nr. (ges.) | Nr. (St.) | Deutscher Titel                                | Originaltitel                                                                  | Erstausstrahlung Japan | Deutschsprachige Erstausstrahlung (D) |
| --- | --------- | ---------------------------------------------- | ------------------------------------------------------------------------------ | ---------------------- | ------------------------------------- |
| 1 | 1         | Der Tag, an dem ich kleine Schwestern bekam    | 妹ができた日 (Imōto ga dekita hi)                                              | 8. Jan. 2015           | 11. Mai 2016                          |
| Nachdem sein Vater eine neue Frau heiratete, hat der Schüler Basara auf einmal nicht nur eine Stiefmutter, sondern auch zwei Stiefschwestern: Mio und Maria. Als Basara zum ersten Mal allein mit ihnen ist, verraten sie ihm ihre wahre Identität. Die beiden sind Dämonen und auf der Flucht vor dem Dämonenkönig. Außerdem erfährt Basara, dass er und sein Vater ausgestoßene Mitglieder des Heldenclans sind. |           |                                                |                                                                                |                        |                                       |
| 2 | 2         | Erster Meister-Diener-Pakt                     | 初めての主従契約 (Hajimete no shujū keiyaku)                                   | 15. Jan. 2015          | 18. Mai 2016                          |
| Unter der Aufsicht von Maria schließen Basara und Mio einen magischen Meister-Diener-Pakt. Doch Maria bringt alles durcheinander, indem sie Basara zum Meister und Mio zur Dienerin macht. Dafür wird sie später von ihrer Herrin bestraft. |           |                                                |                                                                                |                        |                                       |
| 3 | 3         | Zwischen Wiedersehen und Vertrauen             | 再会と信頼の狭間 (Saikai to shinrai no hazama)                                 | 22. Jan. 2015          | 25. Mai 2016                          |
| Um das Vertrauen untereinander zu stärken, schlägt Maria ein gemeinsames Bad vor. Basara und Mio sind zunächst skeptisch, lassen sich dann aber darauf ein. Doch dann bekommt Basara starkes Nasenbluten und bricht zusammen. Später taucht Yuki auf und wirft Mio vor, Basara unnötig in Gefahr zu bringen. Es kommt zu einem Kampf zwischen den beiden, in den bald auch Basara verwickelt wird.                 |           |                                                |                                                                                |                        |                                       |
| 4 | 4         | Bis deine Traurigkeit gleich null ist          | 悲しみがゼロになるまで (Kanashimi ga zero ni naru made)                        | 29. Jan. 2015          | 1. Juni 2016                          |
| Der Unbekannte, der Mio angriff, hat auch Basara verletzt. Nachdem Maria Basara wieder gesund gepflegt hat, kommt es zu einem weiteren Kampf zwischen ihm und dem Unbekannten. Diesmal sind Basaras Verletzungen weitaus schwerer. Zudem verliert Mio ihre Superkräfte. |           |                                                |                                                                                |                        |                                       |
| 5 | 5         | Unvergleichliche Dämonenschwester am Morgen    | 朝の妹の魔王無双 (Asa no imōto no maō musō)                                    | 5. Feb. 2015           | 8. Juni 2016                          |
| Als Basara am Morgen erwacht, liegt Maria plötzlich auf ihm und versucht, ihn zu verführen. Auch Yuki scheint es auf ihn abgesehen zu haben und macht ihm ein zweideutiges Angebot. Währenddessen schwebt Mio in Gefahr: Die Clan-Mitglieder Kyoichi Shiba, Takashi Hayase und Kurumi Nonaka wollen sie umbringen.                                                                                                 |           |                                                |                                                                                |                        |                                       |
| 6 | 6         | Mit heftiger werdenden Gefühlen                | 募る思いを抱えて (Tsunoru Omoi o Kakaete)                                      | 12. Feb. 2015          | 15. Juni 2016                         |
| Basara und Yuki haben eine Verabredung, als Mio hereinplatzt und sie unterbricht. Doch bald hat Basara andere Probleme als seine Frauengeschichten: Ein harter Kampf gegen Shiba steht an. |           |                                                |                                                                                |                        |                                       |
| 7 | 7         | Am Ende von Liebe und Hass                     | 恩讐の果てに (Onshū no hate ni)                                                | 19. Feb. 2015          | 22. Juni 2016                         |
| Maria und Mio nehmen es mit Takashi auf. Basara schaltet sich ein und hilft den beiden, sich gegen Takashi und seinen Verbündeten Byakko zur Wehr zu setzen. |           |                                                |                                                                                |                        |                                       |
| 8 | 8         | Porno-Sukkubus außer Kontrolle                 | 暴走のエロサキュバス (Bōsō no erosakyubasu)                                    | 26. Feb. 2015          | 29. Juni 2016                         |
| Yuki eröffnet Basara, dass sie mit ihm, Maria und Mio zusammenziehen will. Außerdem gerät Basara in der Mädchen-Umkleide des Schwimmbads in eine äußerst heikle Situation … |           |                                                |                                                                                |                        |                                       |
| 9 | 9         | Verdienste und Vergehen von Meister und Diener | 主従の功罪 (Shujū no kōzai)                                                    | 5. März 2015           | 6. Juli 2016                          |
| Maria geht einen Meister-Diener-Pakt mit Basara und Yuki ein. Nun sind die drei aneinander gebunden – eine neue Situation für alle. Auch Mio und Yuki kommen sich näher … |           |                                                |                                                                                |                        |                                       |
| 10 | 10        | Herzergreifender Vertrauensbruch               | 哀切なる背信 (Aisetsunaru haishin)                                             | 12. März 2015          | 13. Juli 2016                         |
| Lars verrät seine Freunde Zest und Zolgia an den Dämon. Doch das bereut er bald bitter … |           |                                                |                                                                                |                        |                                       |
| 11 | 11        | Spionage... Was danach kommt                   | 諜報者エスピオナージ…その先にあるもの (Esupionāji... Sore ga saki ni aru mono) | 19. März 2015          | 20. Juli 2016                         |
| Basara kämpft verzweifelt gegen Zolgia. Als Mio erfährt, dass Zolgia für den Tod ihrer Pflegeeltern verantwortlich ist, plant sie ihre Rache. |           |                                                |                                                                                |                        |                                       |
| 12 | 12        | Für jenen Abend, für jenen Moment              | この夜、このときのために (Kono yoru, kono toki no tame ni)                     | 26. März 2015          | 27. Juli 2016                         |
| Basara, Mio und Zest versuchen, eine Horde Klone in die Flucht zu schlagen. Später sieht Basara, wie Zolgia von Lars getötet wird. |           |                                                |                                                                                |                        |                                       |
| 13 (OVA) | 13 (OVA)  | Basara Tojos schwerer und süßer Alltag         | 東城刃更のハードスウィートな日常 (Tōjō Basara no hādosuwītona nichijō)         | –                      | 3. Aug. 2016                          |
| Am frühen Morgen platzt Maria in Lady Mios Zimmer und überrascht sie im Schlaf. Sofort zückt Maria ihre Spezial-Kamera, mit der sie sogar Träume aufzeichnen kann. Die Aufnahme beweist: In Lady Mios erotischem Traum spielt Basara die Hauptrolle … |           |                                                |                                                                                |                        |                                       |

## Staffel 2: The Testament of Sister New Devil BURST
Die Ausstrahlung der zweiten Staffel erfolgte vom 10. Oktober bis 12. Dezember 2015 auch auf Tokyo MX. Die zweite Staffel wurde auch auf ProSieben Maxx ausgestrahlt – vom 16. November 2016 bis 18. Januar 2017. Die Original Video Animation zu dieser Staffel wurde in Japan nur im Handel veröffentlicht, während sie auf Deutsch von Peppermint Anime veröffentlicht und auf ProSieben Maxx im Anschluss zur Staffel am 25. Januar 2017 ausgestrahlt wurde.
| Nr. (ges.) | Nr. (St.) | Deutscher Titel                                           | Originaltitel                                                        | Erstausstrahlung Japan | Deutschsprachige Erstausstrahlung (D) |
| --- | --------- | --------------------------------------------------------- | -------------------------------------------------------------------- | ---------------------- | ------------------------------------- |
| 14 | 1         | Alles, was ich für dich tun kann                          | あなたの為にできる事を (Anata no Tame ni dekiru koto o)              | 10. Okt. 2015          | 16. Nov. 2016                         |
| Nach der Prügelei mit dem Dämon Leohart eilt Jin einem unbekannten Mädchen zu Hilfe. Kurumi rettet Basara vor einer Horder fremdgesteuerter Zivilisten. |           |                                                           |                                                                      |                        |                                       |
| 15 | 2         | Die Zweifel und Rätsel werden größer                      | 深まる疑惑と謎の中で (Fukamaru giwaku to nazo no naka de)            | 17. Okt. 2015          | 23. Nov. 2016                         |
| Während dem Sportfestival schickt Kurumi seine Windgeister los, um das Gelände zu erkunden. Tachibana zeigt seine wahre Identität: er ist ein Vampir! Sofort beginnt er, mit Basara zu kämpfen. |           |                                                           |                                                                      |                        |                                       |
| 16 | 3         | Meine Gefühle für dich gebe ich nicht auf                 | 譲れない想いを君と (Yuzurenai omoi o kimi to)                        | 24. Okt. 2015          | 30. Nov. 2016                         |
| Obwohl er seinen Arm nicht bewegen kann, randaliert Basara und greift Ornis an. Chisato kann das nicht mitansehen und greift ein. Währenddessen schickt Ramsus einen Boten an Basara und beordert ihn und seine Freunde in die Unterwelt. Basara muss sich fügen …                                                              |           |                                                           |                                                                      |                        |                                       |
| 17 | 4         | Inmitten sich verflechtender Hintergedanken               | 絡み合う思惑の中で (Karamiau omowaku no naka de)                     | 31. Okt. 2015          | 7. Dez. 2016                          |
| Basara und die anderen kommen auf Schloss Wildart an, wo Mios Vater einst lebte. Basara hat alle Hände voll zu tun, Maria und Kurumi zu beschützen. Auf dem Schloss herrschen nämlich strenge Regeln … |           |                                                           |                                                                      |                        |                                       |
| 18 | 5         | Im Wind, der über das Schlachtfeld bläst                  | 吹き抜ける戦場の風の中を (Fukinukeru senjō no kaze no naka o)        | 7. Nov. 2015           | 14. Dez. 2016                         |
| Ramsus ist erboßt über Mios Plan, sich mit Basara zusammenzutun. Als Antwort darauf will Ramsus Mio ihre Kräfte entziehen. |           |                                                           |                                                                      |                        |                                       |
| 19 | 6         | Zwischen der eigenen Wahrheit und der Realität            | 己の真実と現実の狭間で (Onore no shinjitsu to genjitsu no hazama de) | 14. Nov. 2015          | 21. Dez. 2016                         |
| Mio erzählt Claus von ihrem Vorhaben, als Mensch im Reich der Dämonen zu leben. Außerdem will sie sich wieder mit Jin zusammenschließen. Noch in derselben Nacht kündigt Leohart einen Kampf an, in dem sieben seiner Krieger gegen sieben feindliche kämpfen sollen.                                                           |           |                                                           |                                                                      |                        |                                       |
| 20 | 7         | Zwischen den sich verschlingenden Plänen und der Begierde | 絡み合う思惑と欲望の狭間で (Karamiau omowaku to yokubō no hazama de) | 21. Nov. 2015          | 28. Dez. 2016                         |
| Basara und die Mädchen geben alles in der Verstärkung ihrer Kräfte, unter anderem durch die Kraft des Gelee-Schleims aus der Dämonenwelt. Dann steht die erste Turnierrunde an: Luka gegen Mio! |           |                                                           |                                                                      |                        |                                       |
| 21 | 8         | Die um die Zukunft ringen                                 | 未来へと挑む者たち (Mirai e to idomumono-tachi)                      | 28. Nov. 2015          | 4. Jan. 2017                          |
| Im Kampf Lars vs. Maria lässt diese ihre Sukkubus-Kräfte frei, aber wird es für einen Sieg reichen? Auch während des dritten Kampfs, Admiras gegen Kurumi, taucht Basara nicht auf. Ist ihm etwas zugestoßen? Nach einer Disqualifikation im vierten Kampf steht im fünften Match der brutale Volgar der kühlen Yuki gegenüber. |           |                                                           |                                                                      |                        |                                       |
| 22 | 9         | Nach dem unerfüllten Traum                                | 見果てぬ夢のその先に (Mihatenuyume no sono sakini)                   | 5. Dez. 2015           | 11. Jan. 2017                         |
| – |           |                                                           |                                                                      |                        |                                       |
| 23 | 10        | Die Konsequenzen des Plans, den man vollenden muss        | 果たすべき意思の後先 (Hatasubeki ishi no atosaki)                    | 12. Dez. 2015          | 18. Jan. 2017                         |
| Basara Toujou wollte schon immer eine kleine Schwester haben. Als sein Vater ihm eröffnet, dass er wieder heiraten wird, fällt er dennoch aus allen Wolken. Seine neuen Stiefschwestern scheinen auf den ersten Blick recht normal – aber das ist nur die halbe Wahrheit …                                                      |           |                                                           |                                                                      |                        |                                       |
| 24 (OVA) | 11 (OVA)  | Basara Tojos äußerst friedlicher Alltag                   | 東城刃更の至極平和な日常 (Tōjō Basara no shigoku heiwana nichijō)    | –                      | 25. Jan. 2017                         |
| Basara trudelt einmal mehr von einer peinlichen Situation zur nächsten. Und das in seinem eigenen Haus. Maria ermuntert alle, Mio ein Geburtstagsgeschenk zu machen und zaubert extra dafür mit Illusionsmagie ein Sommerfest herbei. Natürlich nicht ganz ohne Hintergedanken …                                                |           |                                                           |                                                                      |                        |                                       |